# John MacCallum
Pas d'image ? Cliquez ici

b Matchs officiels uniquement.
John Cameron MacCallum, né le 11 octobre 1883 et décédé le 29 novembre 1957, est un joueur de rugby écossais, évoluant avec l'équipe d'Écosse au poste d'avant.

## Carrière
John MacCallum dispute son premier test match le 18 mars 1905 contre l'Angleterre.
Il joue avec l'Écosse le 18 novembre 1905 contre la Nouvelle-Zélande au cours de sa tournée de 1905-06, un match perdu 12 à 7 et une rencontre contre l'Afrique du Sud en tournée en 1906, match gagné 6 à 0, le seul match perdu par les Springboks lors de cette tournée. 
Il prend également part à la première victoire de la France lors d'un match dans le Tournoi (face aux Écossais) en 1911 au stade de Colombes.
Il dispute son dernier test le 16 mars 1912 contre l'Angleterre.
Il joue 26 matches avec l'équipe nationale.

## Palmarès
- 26 sélections pour l'Écosse.
- 2 essais, 9 transformations, 24 points.
- Sélections par année : 2 en 1905, 4 en 1906, 3 en 1907, 3 en 1908, 3 en 1909, 3 en 1910, 3 en 1909, 4 en 1910, 3 en 1911, 4 en 1912.
- Participation à cinq tournois britanniques en 1905, 1906, 1907, 1908 et 1909.
- Participation à trois Tournois des Cinq Nations en 1910, 1911 et 1912.
- Victoire et Triple Couronne en 1907.